# 金枓奉
金枓奉（：／；1889年2月16日—1961年4月4日），號白淵（／）。朝鲜政治人物和学者。曾任第一任北朝鲜劳动党中央委员会委员长和朝鮮民主主義人民共和國第一届最高人民会议常任委员会委员长兼朝鮮民主主義人民共和國國家元首。延安派领袖。另外，他擔任金日成综合大学第一任校長，也是朝鮮語语言学的奠基者之一，著作有《朝鮮語本》、《朝鮮語文典》。本貫金海金氏。

## 生平
1889年生于庆尚道。学生时代曾加入大同青年团。1913年離開汉城培材学堂后任中学教师，同时研究朝鲜语。1917年结婚。1919年参加三一运动的示威，后流亡到上海。
1920年至1923年在上海仁成学校任教。1929年加入韩国独立党。1935年7月参与创立朝鲜民族革命党並当选为该党中央委员。1938年参加朝鲜义勇队。南京被日本佔領後金枓奉抵達重慶。由於金枓奉不滿中國國民黨支持金奎植、金元鳳，他於1940年到延安，任朝鲜军政学校校长。1942年任朝鲜独立同盟主席。1945年4月至6月旁听中国共产党第七次全国代表大会。8月任朝鲜独立同盟主席。日本投降後于12月回到平壤。
1946年2月成立朝鲜新民党，任党主席。8月28日，新民党与北朝鮮共产党合并成立北朝鮮劳动党，金枓奉出任中央委员会委员长。1948年出任最高人民会议常任委员会委员长，后期改任南北朝鲜劳动党合并成的朝鲜劳动党中央委员会副委员长，委员长一职由金日成接任。八月宗派事件后被开除出党。去世情况未被朝鲜官方公布，估计在1961年左右被金日成處死。金枓奉有一女儿。

## 家族
- 父 金敦洪
- 女 金海燁（1941年－？）
- 子 金相燁（1943年－？）
- 弟 金枓白，《東亞日報》記者。
- 堂妹 金孟蓮
- 堂妹夫 朴容翰